# Brachymera letochai
Brachymera letochai är en tvåvingeart som först beskrevs av Josef Mik 1874.  Brachymera letochai ingår i släktet Brachymera och familjen parasitflugor. Inga underarter finns listade i Catalogue of Life.